# Thymbra capitata
Thymbra capitata — вид рослин родини глухокропивові (Lamiaceae), поширений у Середземномор'ї й Португалії.

## Опис
Стебла підняті, 10–40 см завдовжки, дуже розгалужені, з короткими, білуватими волосками. Листки 5–10 × 1–1.5 мм, лінійно-ланцетні, з дуже рясними сфероїдальними залозами, рідко волосисті на нижній стороні, безволосі зверху. Приквітки ≈ 6 × 2.5. Суцвіття 11–15 × 10–12 мм густі, головчастоподібні. Чашечка 3.5–5.5 мм; трубка 2–2.5 мм. Вінчик 6–10 мм, волохатий зовні, багряний, іноді білий. Горішки 0.7–0.8 мм, кулясті, коричневі. 2n = 30. 

## Поширення
Поширений у Середземномор'ї й Португалії: Європі (Португалія, Іспанія, Італія, Мальта, Албанія, Греція, колишня Югославія), Північній Африці (Марокко, Алжир, Туніс, Лівія, Єгипет), Азії (Туреччина, Кіпр, Сирія, Ліван, Ізраїль, Йорданія).
Зростає іноді як піонер, в кам'янистих місцях, скелях або на вапнякових схилах, суглинках або глинистих ґрунтах, навіть у пісках, переважно кальцієвих.

## Галерея

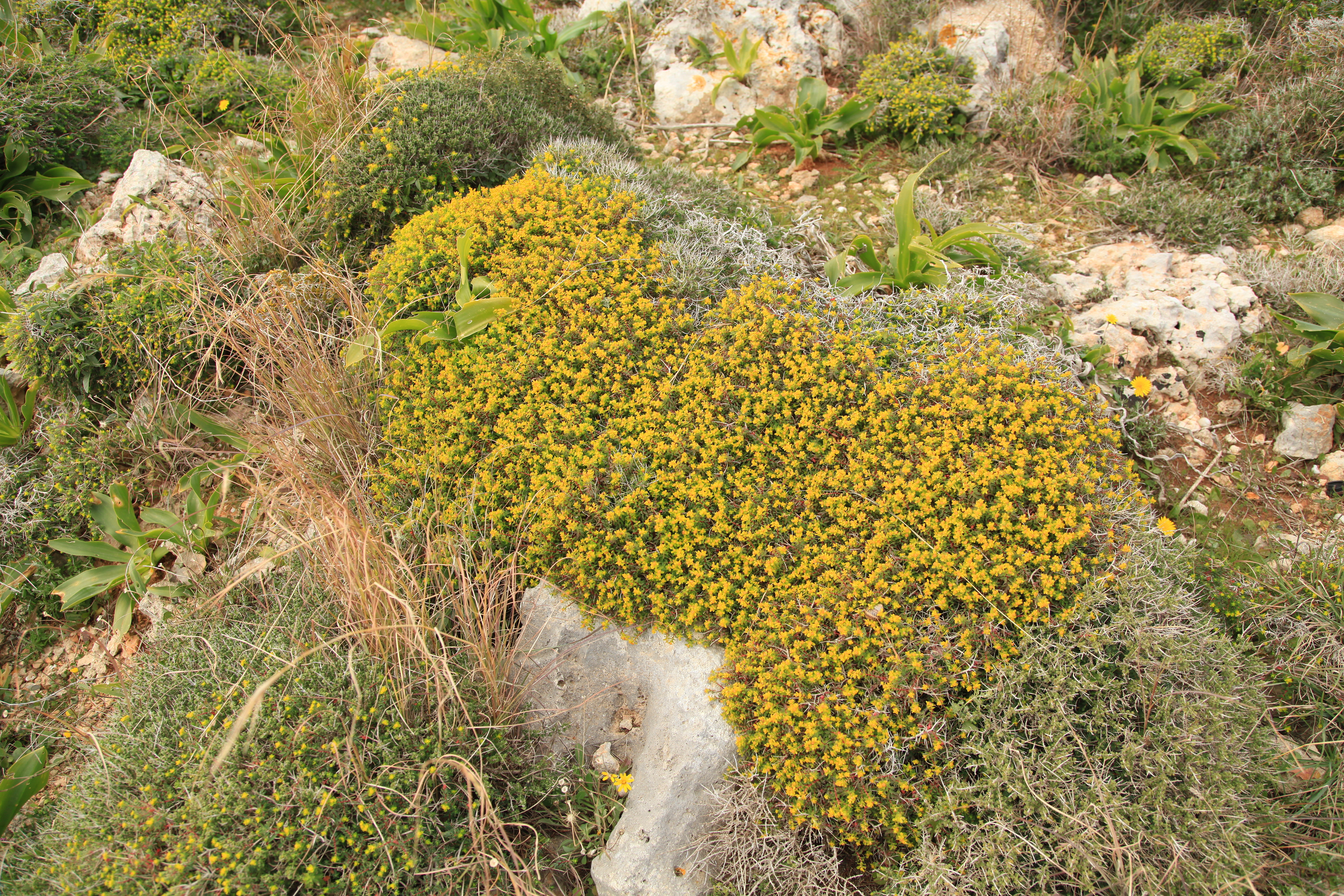
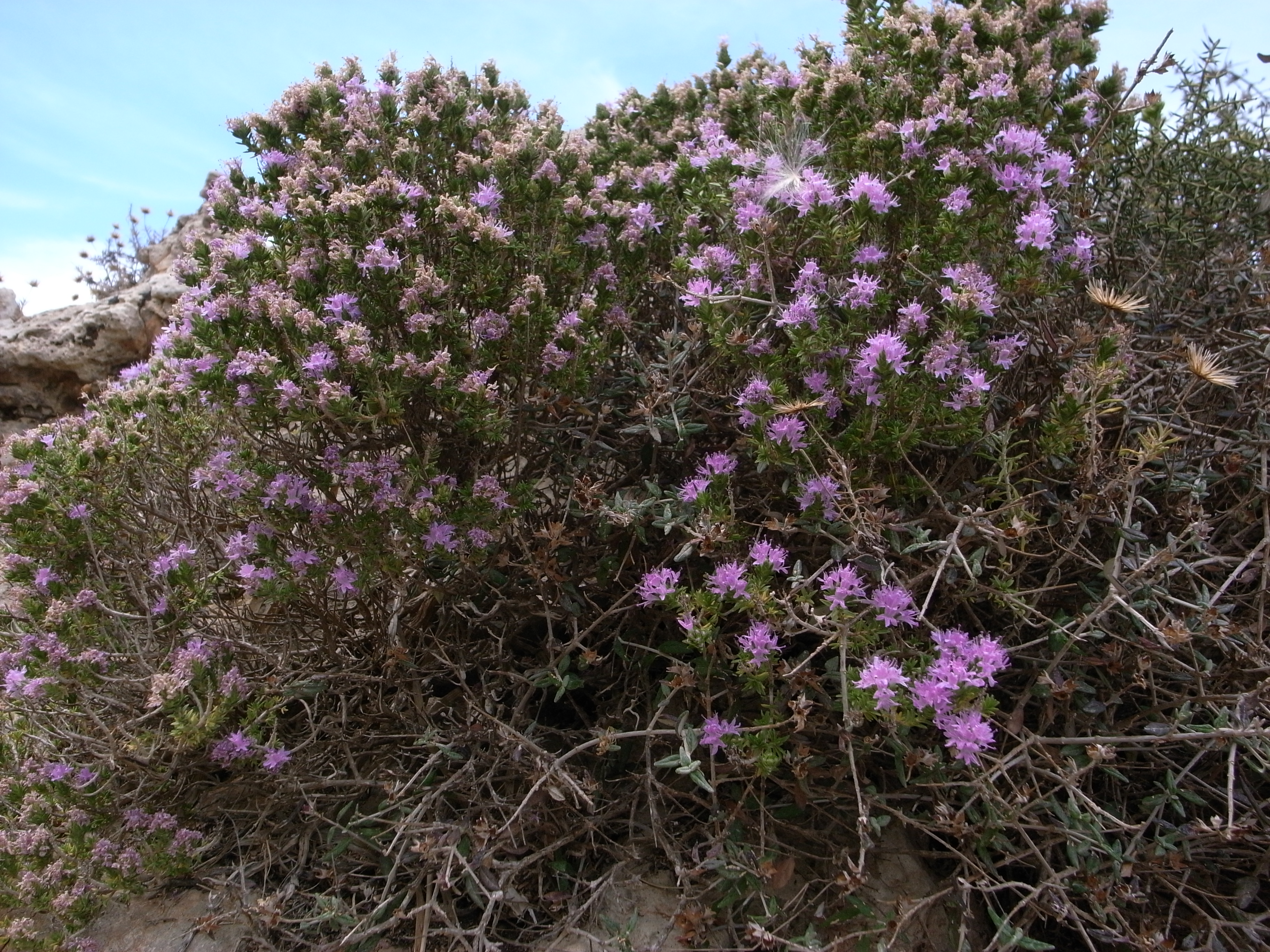